# 납줄개속
납줄개속(학명: Rhodeus)은 잉어과에 속하는 민물고기의 한 속이다. 1832년에 지질학자 루이 아가시가 처음으로 분류하였으며, 납줄개속의 학명은 그리스어로 ‘장미(rhodeos)’에서 유래하였다. 주로 아시아에 분포하며, 대한민국에는 납줄개, 각시붕어, 흰줄납줄개, 한강납줄개, 떡납줄갱이 등이 서식한다.

## 특징
납줄개속에 속하는 종들은 수명이 짧아 대략 5년 정도 서식한다. 몸 길이는 최대 11cm까지 자란다. 연못, 호수, 습지, 늪, 강의 후미와 같이 유속이 느린 곳이나 흐르지 않는 물에서 산다. 민물에 사는 홍합류의 조개에 번식하기 때문에 서식지는 제한적이다. 무척추동물과 식물을 모두 먹는 잡식성의 동물이다.
석패과(Unionidae)나 마르가리티페라과(Margaritiferidae)에 속하는 담수 이매패류가 새끼 물고기를 보호하게 하는 특이한 번식 방법을 사용한다. 암컷이 산란관을 조개의 외투강(外套腔)에 집어 넣어 아가미의 조직 사이에 알을 낳으면, 수컷은 조개의 출수공에 정자를 분사하고, 조개의 아가미 안에서 수정이 일어나는 것이다. 알은 노란색의 타원형으로, 한 마리의 조개에 산란하지 않고 여러 마리 안에 각각 한두개씩 낳는다. 유생은 알에서 깨어나 3-4주가 될 때까지 조개의 안에서 지낸다.

## 하위 종
- 각시붕어 (Rhodeus uyekii) (Mori, 1935)
- 납줄개 (Rhodeus sericeus) (Pallas, 1776)
- 달납줄개 (Rhodeus atremius) (D. S. Jordan & W. F. Thompson, 1914)
- 떡납줄갱이 (Rhodeus suigensis) (Mori, 1935)
- 라오스납줄개 (Rhodeus laoensis) (Kottelat, A. Doi & Musikasinthorn, 1998)
- 방씨납줄개 (Rhodeus fangi) (C. P. Miao, 1934)
- 유럽납줄개 (Rhodeus amarus) (Bloch, 1782)
- 한강납줄개 (Rhodeus pseudosericeus) (R. Arai, S. R. Jeon & Ueda, 2001)
- 흰줄납줄개 (Rhodeus ocellatus) (Kner, 1866)
- Rhodeus albomarginatus (F. Li & R. Arai, 2014)
- Rhodeus amurensis (Vronsky, 1967)
- Rhodeus colchicus (Bogutskaya & Komlev, 2001)
- Rhodeus haradai (R. Arai, N. Suzuki & S. C. Shen, 1990)
- Rhodeus lighti (H. W. Wu, 1931)
- Rhodeus meridionalis (S. L. Karaman, 1924)
- Rhodeus monguonensis (G. L. Li, 1989)
- Rhodeus rheinardti (Tirant, 1883)
- Rhodeus sciosemus (D. S. Jordan & W. F. Thompson, 1914)
- Rhodeus shitaiensis (F. Li & R. Arai, 2011)
- Rhodeus sinensis (Günther, 1868)
- Rhodeus smithii (Regan, 1908)
- Rhodeus spinalis (Ōshima, 1926)

## 같이 보기
- 납자루속 (Tanakia)
- 납지리속 (Acheilognathus)